# Agnese di Lindow-Ruppin

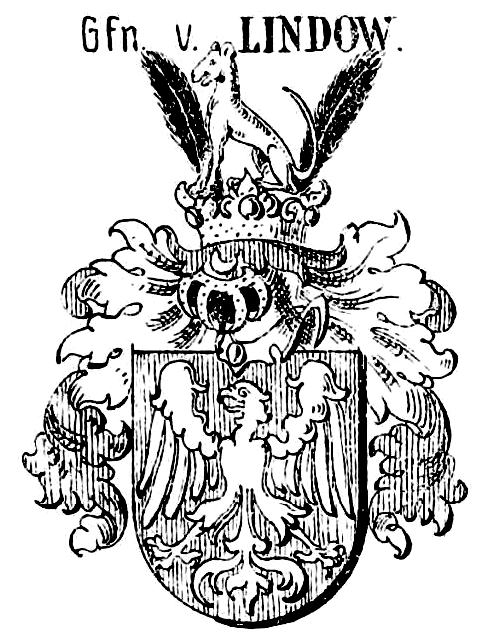
Stemma Lindow-Ruppin

Agnese di Lindow-Ruppin (18 dicembre 1314 – Wittenberg, 1343) è stata una nobildonna tedesca.

## Biografia
Era figlia del conte Ulrico I di Lindow-Ruppin (1253-1316) e di Adelheid von Schladen (1245-1322).

## Discendenza
Sposò in terze nozze Enrico II di Meclemburgo, dal quale non ebbe figli. Si risposò nel 1333 con Rodolfo I di Sassonia-Wittenberg, duca di Sassonia-Wittenberg, dal quale ebbe tre figli:
- Guglielmo;
- Venceslao I (c. 1337-1388), sposò il 23 gennaio 1367 Cecilia da Carrara (c. 1350 - tra il 1430 ed il 1434), figlia di Francesco Carrara di Padova;
- Elena (?-1367), sposò nel 1353 Giovanni I di Hardeck, burgravio di Magdeburgo.